# Alan Walsh
Alan Walsh, född 19 december 1916 i England, död 3 augusti 1998 i Melbourne, Australien, var en brittisk kemisk fysiker, verksam vid Chemical Research Laboratories på Commonwealth Scientific and Industrial Research Organisation (CSIRO) i Melbourne. Han invaldes 1969 som utländsk ledamot av svenska Vetenskapsakademien.